# Rufus-River-Massaker
Das Rufus-River-Massaker, in dem 35 Aborigines vom Stamm der Maraura (auch Maraudy genannt) ermordet wurden, ereignete sich am 26. und 27. August 1841 im sogenannten Island Country, das aus einem Labyrinth von Nebenflüssen und Inseln des Murray Rivers an der Grenze von South Australia und New South Wales besteht. Das Rufus-River-Massaker fand nach mehreren, über Monate anhaltenden Konflikten um Viehtriebe von Rindern und Schafen der Europäer durch das Stammesgebiet der Maraura statt, weil diese Viehtriebe die Existenzgrundlagen dieses Aboriginesstamms bedrohten.

## Vorgeschichte
Als im Jahre 1838 der Viehtreiber Hawdon erstmals erfolgreich 340 Tiere die über 1.500 Kilometer lange Strecke von Melbourne nach Adelaide trieb, wurde sie nach ihm Hawdon-Route genannt. Sie entwickelte sich immer mehr zur Hauptroute der Viehtreiber. Die Route führt entlang der Nordseite des Murray River, überquert den Darling River und passiert Lake Victoria. Sie führt durch das Land der Maraura-Aborigines. Die Durchführung der Viehtriebe waren ein existenzbedrohender Eingriff in die Lebensgrundlagen der dort lebenden Aborigines, weil die Wasserstellen verschmutzt wurden, das Vieh das Gras auffras und dadurch andere lokale Tiere vertrieb. Das Grasland wurde zertrampelt, aus dem Körner und Samen zum Verzehr gesammelt wurden. Die Europäer bejagten auch das lokale Wild, eine wichtige Lebensgrundlage der nomadisch lebenden Aborigines. Dadurch verschlechterten sich die Ernährungslage in starkem Ausmaß. Zusätzlich raubten die Europäer Aborigine-Frauen und brachten Krankheiten mit, die zu massenhaften Todesfällen von Aborigines führten, da sie gegen viele Krankheiten keine körpereigenen Abwehrstoffe entwickeln konnten.

## Konflikte
Bedroht in ihren Lebensgrundlagen griffen die Aborigines am 17. April 1841 einen Viehtrieb mit etwa 4.000 bis 5.000 Schafen an und entwendeten diese nebst den Wagen mit Gerätschaften der europäischen Viehtreiber. An diesem Angriff waren 300 bis 400 Aborigines beteiligt. Die europäischen Viehtreiber berichteten von einigen Verletzten, von einem Toten und dass sie froh waren, lebend Adelaide zu erreichen. 
Daraufhin wurde eine Polizeitruppe mit 23 bewaffneten berittenen Männern ausgesandt, um den Dieben das Diebesgut wieder zu entreißen. Das Kommando wurde am 30. April zurück nach Adelaide gerufen. Am 7. Mai setzte sich eine neue Gruppe mit zehn Bewaffneten zur Verfolgung der Tat in Marsch, die von 300 Aborigines am 13. Mai attackiert wurden. Dabei sollen acht Aborigines ums Leben gekommen und einige verwundet worden sein. Von der berittenen Polizei wurden Verluste von Pferden gemeldet. Der Gouverneur von South Australia, George Edward Grey, sandte am 31. Mai 1841 erneut eine Polizeitruppe mit 68 Personen aus, um die Aborigines zu bestrafen. Dabei soll es am 20. Juni zu einer gewalttätigen Auseinandersetzung gekommen sein, bei der vier Europäer und fünf Aborigines ihr Leben ließen. Andere Berichte verweisen auf weitere Auseinandersetzungen und wesentlich höhere Zahlen. Auch diese Expedition blieb letztlich hinsichtlich der Rückholung des Viehs und der Gerätschaften erfolglos.

## Rufus-River-Massaker
Im Verlauf einer dritten Straf-Expedition mit 29 Europäern und drei Aborigines, die am 1. Juli von Adelaide von Gouverneur Grey ausgesandt wurde, kam es zum eigentlichen Rufus-River-Massaker, das sich am 26. und 27. August 1841 am Rufus River ereignete, als die Expedition eine große Anzahl Maraura angriff. Dabei wurden 15 Aborigines am 26. August in einem 15-minütigem Feuergefecht am Ufer des Rufus River erschossen. Die Maraura konnten nicht entkommen, da sich in ihrem Rücken das Flussufer befand. Als die Europäer am 27. August mit den Aborigines verhandeln wollten, gingen diese nicht darauf ein. Weitere 20 Aborigines wurden von den Expeditionsmitgliedern erschossen, als die Aborigines Vieh eines Viehtriebs bei der Überwindung des Rufus River entwenden wollten. Weitere Tote, die infolge von Verletzungen in den kämpferischen Auseinandersetzungen verstarben, sind nicht offiziell benannt. Es soll 20 verletzte Aborigines gegeben haben. Weitere Opfer sind wahrscheinlich, denn Reisende, die das Gebiet querten, berichteten von zahlreichen menschlichen Skeletten in diesem Gebiet.